# Yuliia Batenkova-Bauman
Pour les articles homonymes, voir Bauman.
Yuliia Batenkova-Bauman, née le 20 septembre 1983 à Simferopol, est une fondeuse et biathlète handisport ukrainienne.

## Palmarès

### Jeux paralympiques d'hiver

#### Ski de fond
| Edition / Epreuves  | 1km sprint debout | 1,5km sprint debout | 5km debout | 7,5km debout | 10km debout | 15km debout | Relais 3x2,5km | Relais mixte 4x2,5km debout |
| ------------------- | ----------------- | ------------------- | ---------- | ------------ | ----------- | ----------- | -------------- | --------------------------- |
| JP 2006 Turin       | —                 | —                   | Bronze     | —            | Argent      | Bronze      | Bronze         | —                           |
| JP 2010 Vancouver   | —                 | —                   | Argent     | —            | —           | Argent      | Argent         | —                           |
| JP 2014 Sotchi      | Argent            | —                   | Argent     | —            | —           | Argent      | —              | 4e                          |
| JP 2018 Pyeongchang | —                 | 11e                 | —          | 10e          | —           | 4e          | —              | Or                          |
| JP 2022 Pékin       |                   |                     |            |              |             |             |                |                             |

#### Biathlon
| Edition / Epreuves  | 3km poursuite debout | 6km debout | 7,5km debout | 10km debout | 12,5km debout |
| ------------------- | -------------------- | ---------- | ------------ | ----------- | ------------- |
| JP 2006 Turin       | —                    | —          | 9e           | —           | Argent        |
| JP 2010 Vancouver   | 4e                   | —          | —            | —           | Bronze        |
| JP 2014 Sotchi      | —                    | Bronze     | —            | 5e          | 6e            |
| JP 2018 Pyeongchang | —                    | 4e         | —            | DNF         | 11e           |
| JP 2022 Pékin       |                      | 4e         |              |             |               |